# Heterojunction bipolar transistor
Der Heterojunction Bipolar Transistor (engl., HBT bzw. HJBT, dt. »Bipolartransistor mit Heteroübergang« bzw. »Heteroübergangs-Bipolartransistor«) ist ein Bipolartransistor (BJT), dessen Emitter- bzw. Kollektormaterial anders als das der Basis gewählt ist. Dabei entsteht die namensgebende Heterostruktur. Er entspricht damit der bipolaren Ausführung eines High-Electron-Mobility-Transistors (HEMT). Der HBT weist durch seine Heterostruktur eine sehr hohe Transitfrequenz auf und findet daher vor allem  in Hochfrequenzschaltungen wie beispielsweise Sendeverstärkern Anwendung.
Die Idee statt nur eines homogenen Halbleitermaterials unterschiedliche Materialien in einem Transistor einzusetzen geht auf William Shockley aus 1951 zurück. Die theoretische Ausarbeitung und Funktionsbeschreibung des Heteroübergangs-Bipolartransistors wurde 1957 von Herbert Kroemer entwickelt, welcher für seine Arbeiten zu Heterostrukturen im Jahr 2000 den Nobelpreis für Physik erhielt.

## Aufbau und Funktion

Verlauf des Bandabstandes in einem NPN-HJBT. Die verschiedenen Halbleitermaterialien in den einzelnen Zonen sind durch unterschiedliche Farben symbolisiert.

Der Hauptunterschied zwischen BJT und HBT besteht in der Verwendung unterschiedlicher Halbleitermaterialien für den Emitter-Basis-Übergang und den Basis-Kollektor-Übergang, wodurch zwei Heteroübergänge entstehen. Dadurch wird bei einem NPN-HBT die Injektion von Löchern aus der Basis in den Emitterbereich begrenzt, da die Potentialbarriere im Valenzband höher ist als im Leitungsband. Damit kann im Bereich der Basis beim HBT eine wesentlich höhere Dotierung erfolgen als beim BJT, wodurch die Ladungsträgermobilität in der Basis beim HBT steigt und gleichzeitig der Verstärkungsfaktor in etwa gleich bleibt. Diese wesentliche Eigenschaft wird im Bereich der Halbleitertechnik in Form des Kroemer-Faktors gemessen.
Die verwendeten Halbleitermaterialien für das Substrat, bestehend aus der Emitter- und Kollektorzone, sind überwiegend Silicium, Galliumarsenid oder Indiumphosphid. In der Epitaxieschicht der Basiszone kommen primär Legierungen wie Siliciumgermanium, und je nach Anwendung, seltener verschiedene Verbundhalbleiter wie Aluminiumgalliumarsenid, Indiumgalliumarsenid, Galliumnitrid oder Indiumgalliumnitrid zum Einsatz. Bei dem häufig eingesetzten Siliciumgermanium werden dabei zusätzlich im Verlauf der Basiszone zum Kollektor die Menge an Germanium graduell reduziert, wodurch die Bandlücke am Kollektor zusätzlich schmäler wird, wie in nebenstehenden Diagramm dargestellt, und die Transitfrequenz dadurch weiter gesteigert werden kann.
Mit dem Heteroübergangs-Bipolartransistor lassen sich Schaltfrequenzen von über 600 GHz erreichen. Der Rekord bei einzelnen Labormustern liegt bei einer Transitfrequenz von 710 GHz, basierend auf Indiumphosphid in Kombination mit Indiumgalliumarsenid.
Weite Verbreitung hat dieser Transistortyp beispielsweise im Hochfrequenzteil von Mobilfunkgeräten gefunden. Weitere Anwendungen liegen im Bereich der Optoelektronik in Form von schnellen Fototransistoren für den Empfang von den optischen Signalen bei Lichtwellenleitern. Gefertigt werden HBTs üblicherweise im Epitaxieverfahren.